# كشاف اصطلاحات الفنون
كشاف اصطلاحات الفنون كتاب ألفه بالفارسية والعربية محمد بن علي التهانوي الهندي، فرغ من تأليفه سنة 1158 هـ.
علل التهانوي سبب تأليفه للكتاب حيث قال:

## الطبعة العربية
ترجم كاملا إلى العربية تحت عنوان موسوعة كشاف اصطلاحات الفنون والعلوم، وأشرف على ترجمته رفيق العجم وعلى تحقيقه علي دحروج وعلى نقل النص الفارسي إلى العربية عبد الله الخالدي وعلى الترجمة الأجنبية بالفرنسية والإنجليزية جورج زيناني. نشرت مكتبة لبنان الطبعة الأولى منه عام 1996. الرقم الدولي المعياري للكتاب هو 978-2-7451-0047-4.

## وصلات خارجية
- الجزء الأول في كتب جوجل
- الجزء الثاني في كتب جوجل